# Strimnäbbad arassari
Strimnäbbad arassari (Pteroglossus erythropygius) är en fågel i familjen tukaner inom ordningen hackspettartade fåglar.

## Utbredning och systematik
- Pteroglossus erythropygius sanguineus – förekommer från östra Panama och norra Colombia söderut till nordvästra Ecuador (norra Esmeraldas och intilliggande Imbabura)
- Pteroglossus erythropygius erythropygius – förekommer från västra Ecuador (västra Esmeraldas söderut till El Oro) och nordvästra Peru (östra Tumbes).

Arten har behandlats som en del av halsbandsarassari (P. torquatus). Å andra sidan har sanguineus urskilts som egen art.

## Status och hot
IUCN bedömer hotstatus för underarterna var för sig, båda som livskraftiga.